# Benek
Benek – polsko-austriacki komediodramat z 2007 roku w reżyserii Roberta Glińskiego.
Zdjęcia kręcono w Bytomiu, Rudzie Śląskiej, Katowicach, Chorzowie i Świętochłowicach. Trwały one od 4 października do 11 listopada 2006 roku.

## Fabuła
Tytułowy bohater jest 29-letnim górnikiem. Jest przemęczony pracą na kopalni i warunkami mieszkaniowymi (mieszka z matką, bratem, szwagierką i ich kilkuletnim synem). Postanawia odejść z kopalni, odebrać odprawę (40 tysięcy złotych) i zacząć nowe życie w nowym mieszkaniu. Pieniądze się jednak szybko kończą, co zmusza Benka do wykazania się zaradnością. Poznaje także kobietę o imieniu Danka, która marzy o wyjeździe do Niemiec.

## Obsada
- Marcin Tyrol jako Benedykt „Benek” Kacik
- Mirosława Żak jako Danka
- Magdalena Popławska jako Otylia Kacik, bratowa Benka
- Zbigniew Stryj jako Eryk Kacik, brat Benka
- Andrzej Mastalerz jako "Chrystusik"
- Witold Wieliński jako "Gruby"
- Krystyna Rutkowska-Ulewicz jako Kacikowa, matka Benka i Eryka
- Anna Guzik jako wykładowczyni na kursie rzeźnictwa
- Izabela Dąbrowska jako ekscentryczna kobieta sprzedająca Benkowi mieszkanie
- Magdalena Smalara jako dziewczyna z biura
- Elżbieta Okupska jako kasjerka
- Barbara Lubos-Święs jako kobieta w czerni
- Mariusz Słupiński jako mężczyzna w pralni

## Nagrody
- 2007 – nagroda za drugoplanową rolę męską dla Zbigniewa Stryja na Festiwalu Polskich Filmów Fabularnych w Gdyni
- 2008 – Tarnowska Nagroda Filmowa (nagroda jury młodzieżowego) dla Roberta Glińskiego